# Тома Амот
Тома Амот (30 червня 1977 року, Воронеж) — співачка, поетеса, композиторка у стилі трип-хоп, театро.

## Біографія
Тома Амот народилася в європейській частині Росії, місті Воронежі. Виросла у південній частині Таймирського півострова, у місті Норильську, там вчилася в музичній школі за класом акордеона. Займалася балетом, народними танцями та модерном.
Пізніше, в 1992 році у віці 15 років переїжджає назад до Воронежу, а в 1994 році вступає до Воронезького музичного училища ім. Ростроповичів на вокальне відділення, але провчившись лише один рік, переводиться на заочне диригентсько-хорове відділення та їде до Москви.
Бере участь у різних музичних і театральних проєктах. Колишня учасниця російського реп-гурту «Изекииль 25:17», заснованої Андрей «Бледный». У складі групи у 2004 році був записаний альбом «Честное слово третьего подземелья».
Популярність Томі Амот приніс сингл «Каникули», 2008 р.
У 2009 році вийшов її перший сольний альбом «Однажды», який випустила в тираж російська компанія і лейбл звукозапису «Містерія звуку».

## Дискографія
- «Однажды» (2009)

### Максі-сингли та промо-релізи
- «Каникулы» (2008)

### Альбоми за участі Томи Амот
- Збірник «Хип-Хоп Квартал» (2003) (трек «Когда ветер»)
- Збірник «Хип-Хоп Квартал» (2004) (трек «Зубы» спільно з гуртом Ртуть)
- Jeeep «Здесь был я» (2004) (трек «Люди-звери»)
- «Отрицательное Влияние» «Черепашьи бега» (2005) (трек «Как все нормальные подростки»)
- Бледный (Иезекииль 25:17) — «Так было надо» (максі-сингл) (трек «Долго-долго»)
- Иезекииль 25:17 «Засада. Крепче стали» (2008) (трек «В темпе сгорания (DJ Navvy version)»)
- Jeeep & Кит — «Наше Дело» (2009) (трек «А! Утро»)
- Иезекииль 25:17 «Зебра» (2010) (трек «Пожизненно»)

## Саундтреки
- 2008 — х/ф «Остання репродукція» за романом Дмитра Герасимова, режисер Олександр Славін (саундтрек: Тома Амот «В темпе сгорания»)
- 2009 — х/ф «Ніч бійця» Томи Амот фінальна пісня «Набридло», написана Данилом Смирновим (гурт «Кирпичи») та Андреем «Бледным». «25/17»

## Фестивалі
- 2009 — Фестиваль «Навала» Тома Амот виступила на альтернативній сцені.

## Радіоефіри
- 2005 — в ефірі Нью-Йоркського радіо звучав драм-н-бейс ремікс на композицію «Долго-долго»
- 2007 — «Наше радио» пісня «Каникулы» — Проект «Герой нашего времени» «Агата Кристи». Пісня була високо оцінена лідером групи Вадимом Самойловим.

## Мода
- 2008 — Тиждень високої моди в Москві, модельєр — Наталія Славіна (backstage sound: Тома Амот — «В темпе сгорания»

## Рецензії
- Тома Амот «Однажды». Рецензия Гуру Кена, newsmusic.ru
- Рецензия Никиты Рязанского, ProRap.Ru